# Közönséges csipkebogyómoly
A közönséges csipkebogyómoly (Carposina scirrhosella) a valódi lepkék (Glossata) közé sorolt bogyórágó molyfélék (Carposinidae) családjának egyik, Magyarországon is élő faja.

## Elterjedése, élőhelye
Elterjedési területe – a család fajainak többségétől eltérően – a Közép-Európától
Kis-Ázsiáig terjedő térséget öleli fel. Hazánkban mindenfelé megtaláltató.

## Megjelenése
Szárnyai narancssárga-kávébarna mintásak. Szárnyának fesztávolsága 11–15 mm.

## Életmódja
Évente egy nemzedéke kel ki úgy, hogy a kifejlett hernyó telel át szövedékgubóban, és csak tavasszal bábozódik be. A lepkék 2–3 hét után kelnek ki, és június–júliustól rajzanak, amikor a vadrózsa virágzik. Petéiket egyesével rakják le a kifejlett bogyókra. A kis hernyók berágják magukat a csipkebogyóba, és belülről eszik a termésfalat egészen augusztus–októberig. A kifejlett hernyók a rózsatő közelében, a gyepszintben vagy az avarszintben gubót szőnek, és abban telelnek át.
Tápnövényei csak a rózsafélék, főleg a vadrózsa fajok. Egyes években és helyeken olyan tömegben jelenik meg, hogy szinte minden csipkebogyót megférgesít. Ez a faj több kárt tesz a csipkebogyóban, mint a csipkebogyómoly (Grapholita tenebrosana).

## Külső hivatkozások
- Mészáros Zoltán – Szabóky Csaba: A magyarországi molylepkék gyakorlati albuma. Budapest: Agroinform. 2005.  arch Hozzáférés: 2018. április 6. (PDF)